# 熱韋季
51°19′42″N 30°58′41″E / 51.32833°N 30.97806°E

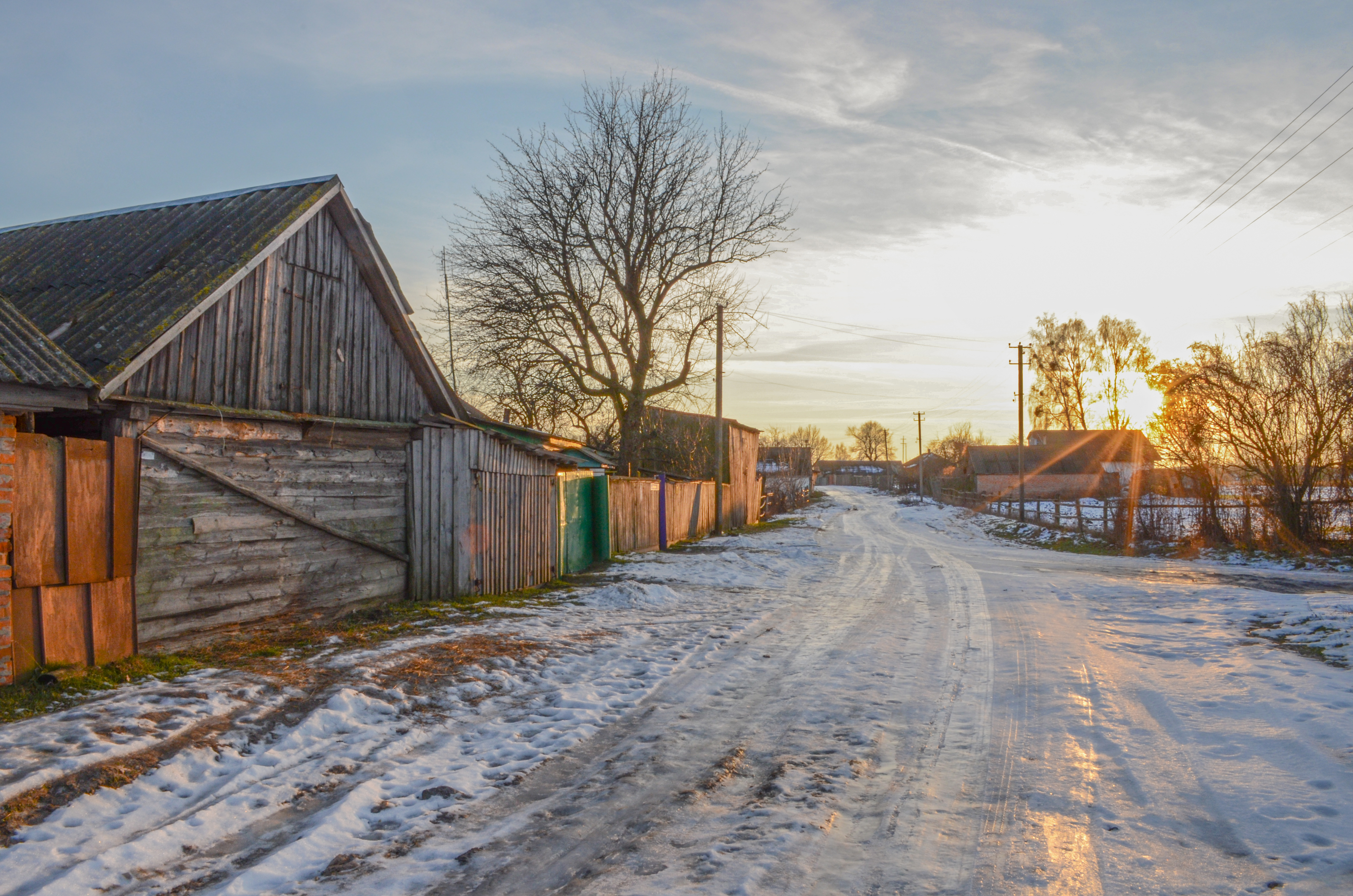

熱韋季（烏克蘭語：Жеведь）是位於烏克蘭北部切爾尼希夫州裏切爾尼希夫區的村莊，始建於1718年，面積2.12平方公里，海拔高度122米，2001年人口439，人口密度每平方公里207.2人。